# Дабіла Уатара
Дабіла Уатара (*д/н–бл. 1887) — фагама (володар) держави Конг у 1860—1887 роках.

## Життєпис
Походив з династії Уатара. Десь у 1860-х роках успадкував трон. Воював проти племен дагар і уіле. Потім проти нього повстав народ лобі. У 1870-х роках вів з перемінним успіхом війни проти держави Кабадугу. Ту підтримала держава Васулу. Сам Дабіла загинув під час одного з походів, можливо у битві з Саморі, володарем Васулу. Спадкував йому Карамоко Уле Уатара.